# Sonja Van Lindt
Sonja Van Lindt (Merchtem, 21 april 1950) is een voormalig Vlaams volksvertegenwoordiger.

## Levensloop
Van Lindt werd beroepshalve onderwijzeres.
Voor de PVV (vanaf 1992 VLD) werd ze in 1976 verkozen tot gemeenteraadslid van Merchtem. Ook was ze van 1989 tot 1995 gedeputeerde van de provincie Brabant.
Bij de eerste rechtstreekse verkiezingen voor het Vlaams Parlement van 21 mei 1995 werd ze verkozen in de kieskring Halle-Vilvoorde. Ze bleef Vlaams volksvertegenwoordiger tot juni 1999.